# Gaston Bonnier
Gaston Bonnier (ur. 9 kwietnia 1853 w Paryżu, zm. 30 grudnia 1922 tamże) – francuski botanik. Prowadził badania nad oddychaniem i transpiracją roślin oraz nad rolą miodników. Był profesorem paryskiej Sorbony. Napisał między innymi pracę Flore complète illustrée de France, Suisse et Belgique (1911).